# Alvin Michel
Alvin Michel (ur. 5 stycznia 1990) – seszelski piłkarz grający na pozycji bramkarza. Od 2017 jest zawodnikiem klubu St Michel United FC.

## Kariera klubowa
Swoją karierę piłkarską Michel rozpoczął w klubie Plaisance FC. W 2015 roku zadebiutował w nim w drugiej lidze seszelskiej. W 2017 roku przeszedł do St Michel United FC. W 2022 i 2023 roku wywalczył z nim dwa wicemistrzostwa Seszeli.

## Kariera reprezentacyjna
W reprezentacji Seszeli Michel zadebiutował 27 marca 2018 roku w zremisowanym 0:0 towarzyskim meczu z Eswatini.